# Top Gunner: Danger Zone
Ne doit pas être confondu avec Top Gunner (film).
Pour plus de détails, voir Fiche technique et Distribution.
Top Gunner: Danger Zone est un film d'action américain réalisé par Glenn Miller et produit par The Asylum, sorti en 2022. C'est la suite de Top Gunner (2020).

## Synopsis
Un avion de ligne rempli de 800 passagers est obligé de voler vite et bas, au-dessus des terres agricoles, des banlieues et des villes bondées de gratte-ciels ou les tonnes d’explosifs à bord vont exploser. Lorsqu’une unité d’élite d’avions de combat de l’United States Air Force est envoyée pour lui fournir une escorte, ils se retrouvent face à une escadrille d’avions de guerre non identifiés. Une bataille aérienne acharnée s’engage alors. De son issue dépendent de nombreuses vies, dans les airs et au sol.

## Distribution
- Michael Paré : Air marshal Tony Wilkes[2]
- Michael Broderick : Taylor Garrett
- Anna Telfer : Vanessa Jensen
- Jack Pearson : Peter
- Torrey Richardson : Major Roberta 'Banshee' Banning
- Edwin Modlin II : Agent spécial Rico Dietz[1]
- Alex Herrald : Steward Allen
- Gina Daidone : Sophie Misch
- John J. Jordan : Wayne Curtis
- David Thomas Newman : Captain Alix 'Smoke' Riley
- Karl Chaffey : Frank Wolfe
- Jumarcus Mason : Larry Durante
- Chandler Dunman : Roah
- Lisa Lee : Kim Janis
- Wil Crown : Danny Navarro
- Dereius Armone Gaines : Agent Smith
- Grant Terzakis : Demon[2]

## Production
Ce film produit par The Asylum est un mockbuster cherchant à profiter de la popularité de Top Gun: Maverick. The Asylum avait sorti en juin 2020 (à la date prévue de sortie en salles de Maverick) un premier film intitulé Top Gunner. La sortie de Maverick ayant été reportée plusieurs fois, Top Gunner était donc sorti deux ans avant le film dont il était censé tirer profit. Top Gunner: Danger Zone, par contre, est bien sorti la même année que Maverick, en 2022.
Son titre s’inspire de la chanson Danger Zone interprétée par Kenny Loggins sur la bande originale du premier film Top Gun en 1986.
Le film a été tourné aux États-Unis, en Californie.

## Suite
Un troisième volet avec toujours Eric Roberts, intitulé Top Gunner: Battle of the Atlantic est sorti en 2023.